# 460
Denna artikel handlar om året 460. För Volvos bilmodell med samma namn, se Volvo 460.
460 (CDLX) var ett skottår som började en fredag i den julianska kalendern.

## Händelser

### Mars
- 27 mars – Schwäbiska trupper invaderar under natten den galliska staden Lugo, varvid guvernören dödas.

### Okänt datum
- Kejsar Majorianus besegras av visigoterna.
- Koptiska kyrkan avsöndras från Ortodoxa kyrkan.
- Patriark Gennadios I av Konstantinopel, bannlyser den monofysitiske patriarken[förtydliga] Timoteus Aelurus.
- Heftaliterna erövrar Kushan och bryter in i Indien.

## Födda
- Cadwallon Lawhir ap Einion, kung av Gwynedd.

## Avlidna
- 20 oktober – Aelia Eudocia, kejsarinna, gift med kejsare Theodosius II.
- Chlodio, hövding över de saliska frankerna.